# 最大摄氧量
最大摄氧量（maximal oxygen uptake，或寫為 VO2 max），指一個人在海平面上，從事最激烈的運動時，組織細胞所能消耗或利用的氧之最高值。最大摄氧量可用來評價個人有氧作業能量及心肺耐力，並可藉以設定運動員的耐力運動訓練強度。
最大摄氧量的單位可用绝对的氧气摄入量，以升/分钟表示；或用相对的单位体重摄入量，以毫升/公斤/分钟来表示。

## 男子世界紀錄
最大攝氧量的世界紀錄保持人，之前一直都由越野滑雪選手保持，直到2012年才被來自挪威的Oskar Svendsen打破。他在當年最大攝氧量測試中（年僅十八歲），創下了驚人的97.5ml/kg/min世界紀錄。世界知名的自行車選手，曾獲得七次環法冠軍的阿姆斯壯，也才84。然而，並非最大攝氧量愈高的選手，就必定能第一個進終點。若只有強大的體能而沒有肌力與技術，仍無法跑出好成績。